# Ту’ихаламака, Полутеле
Полутеле Ту'ихаламака (англ. Polutele Tuʻihalamaka, родился 9 сентября 1949 года) — тонганский регбист, игравший на позиции лока, и регбийный тренер.

## Биография
Выступал за сборную Тонги на протяжении 14 лет, в её составе в 1973 году отметился победой над Австралией, но в 1974 году проиграл Англии. В 1987 году сыграл на чемпионате мира всего один матч против Канады (поражение 4:37 в матче 24 мая).
В январе 1999 года возглавил сборную Тонги после того, как последовательно за серию неудач из команды были уволены три тренера подряд. Дебютировал 6 марта в матче против Грузии (победа 37:6). На Кубке тихоокеанских наций руководил сборной в двух матчах против Самоа (5 июня, ничья 6:6) и против Фиджи (26 июня, поражение 37:39).
Со сборной он отправился на чемпионат мира в том же году с расчётом попытаться как минимум вернуть былую репутацию сборной, а как максимум дойти до полуфинала. Однако сборная не вышла из группы: последней для него стала игра 15 октября против Англии (поражение 10:101). Всего он руководил сборной в 13 матчах (6 побед, 6 поражений, одна ничья).